# Водно магаренце
Водните магаренца (Asellus aquaticus) са вид висши ракообразни от семейство Asellidae.
Разпространени са в сладководни водоеми в умерения пояс на Северното полукълбо, хранят се с детрит.
Таксонът е описан за пръв път от Карл Линей през 1758 година.

## Подвидове
- Asellus aquaticus aquaticus
- Asellus aquaticus carniolicus
- Asellus aquaticus cavernicolus
- Asellus aquaticus cyclobranchialis
- Asellus aquaticus strinatii